# Christian Oelemann
Christian Friedrich Arthur Oelemann (* 7. Oktober 1958 in Wuppertal) ist ein deutscher Schriftsteller. Er schreibt Bücher für Kinder, Jugendliche und Erwachsene.

## Leben
Oelemann wurde 1958 als zweites Kind des Buchhändlers Kurt Oelemann und der Violinistin Ingeborg Oelemann geboren. Nach dem Abitur 1978 studierte Oelemann von 1980 bis 1985 an der Bergischen Universität Wuppertal Germanistik und nahm Jazz-Unterricht bei Jasper van’t Hof. 1986 befasste er sich mit Kurzgeschichten und Lyrik und wurde von Christoph Spendel weiter im Fach Jazz unterrichtet. Im Jahr darauf belegte Oelemann den 10. Platz beim Walter-Serner-Preis. 1996 erschien sein erstes Kinderbuch Erich und die Fahrraddiebe, 1997 erschien der Roman Totmann.
Das Hörspiel zu Oelemanns Buch Isabellas Welt wurde 2007 mit dem Kinderhörspielpreis des MDR ausgezeichnet. Oelemann beteiligt sich am Wuppertaler Projekt Schulhausroman, bei dem Schulklassen gemeinsam mit einem Autor einen Roman schreiben. Oelemann arbeitete dabei im Jahr 2008 mit einer 9. Klasse einer Wuppertaler Realschule; in den Jahren 2009 und 2010 hat er mit zwei Hauptschulklassen Romane geschrieben.

## Veröffentlichungen (Auswahl)
- Erich und die Fahrraddiebe Thienemann Verlag, Stuttgart 1996, ISBN 3-522-16938-7.
- Erich und die Posträuber Thienemann Verlag, Stuttgart 1997, ISBN 3-522-17126-8.
- Totmann Atelier Verlag, Wuppertal, Stuttgart 1997, ISBN 3-9805886-2-9.
- Erich und der Rollergangster Thienemann Verlag, Stuttgart 1998, ISBN 3-522-17174-8.
- Die Klimperzwillinge Thienemann Verlag, Stuttgart 1999, ISBN 3-522-17310-4.
- Erbarmen, Carmen! Thienemann Verlag, Stuttgart 2002, ISBN 3-522-17502-6.
- Du. Mich. Auch. Thienemann Verlag, Stuttgart 2005, ISBN 3-522-17773-8.
- Isabellas Welt Thienemann Verlag, Stuttgart 2006, ISBN 3-522-17796-7.
- Hammerhart! Thienemann Verlag, Stuttgart 2006, ISBN 3-522-17852-1.
- Dumme Gedanken Verlag 3.0, Bedburg 2014, ISBN 978-395667-051-0
- Freundschaftsspiel Verlag 3.0, Bedburg 2014, ISBN 978-3-95667-054-1
- Nur für Erwachsene Verlag 3.0, Bedburg 2015, ISBN 978-3-95667-149-4
- (Hrsg.) Paternoster – Vom Auf und Ab des Lebens Verlag 3.0, Bedburg 2015, ISBN  978-3-95667-206-4